# 496
| 496                |
| ------------------ |
| Dødsfald - Fødsler |
|                    |

| Gregoriansk kalender | 496 CDXCVI              |
| Ab urbe condita      | 1249                    |
| Armensk kalender     | I/T                     |
| Kinesiske kalender   | 3192 – 3193 乙亥 – 丙子 |
| Etiopisk kalender    | 488 – 489               |
| Jødisk kalender      | 4256 – 4257             |
| Hindukalendere       |                         |
| - Vikram Samvat      | 551 – 552               |
| - Shaka Samvat       | 418 – 419               |
| - Kali Yuga          | 3597 – 3598             |
| Iransk kalender      | 126 BP – 125 BP         |
| Islamisk kalender    | 130 BH – 129 BH         |

Se også 496 (tal)

## Begivenheder
- Valentinsdag indføres af pave Gelasius 1.

## Dødsfald
- 21. november Pave Gelasius 1.